# 白氏詩巻

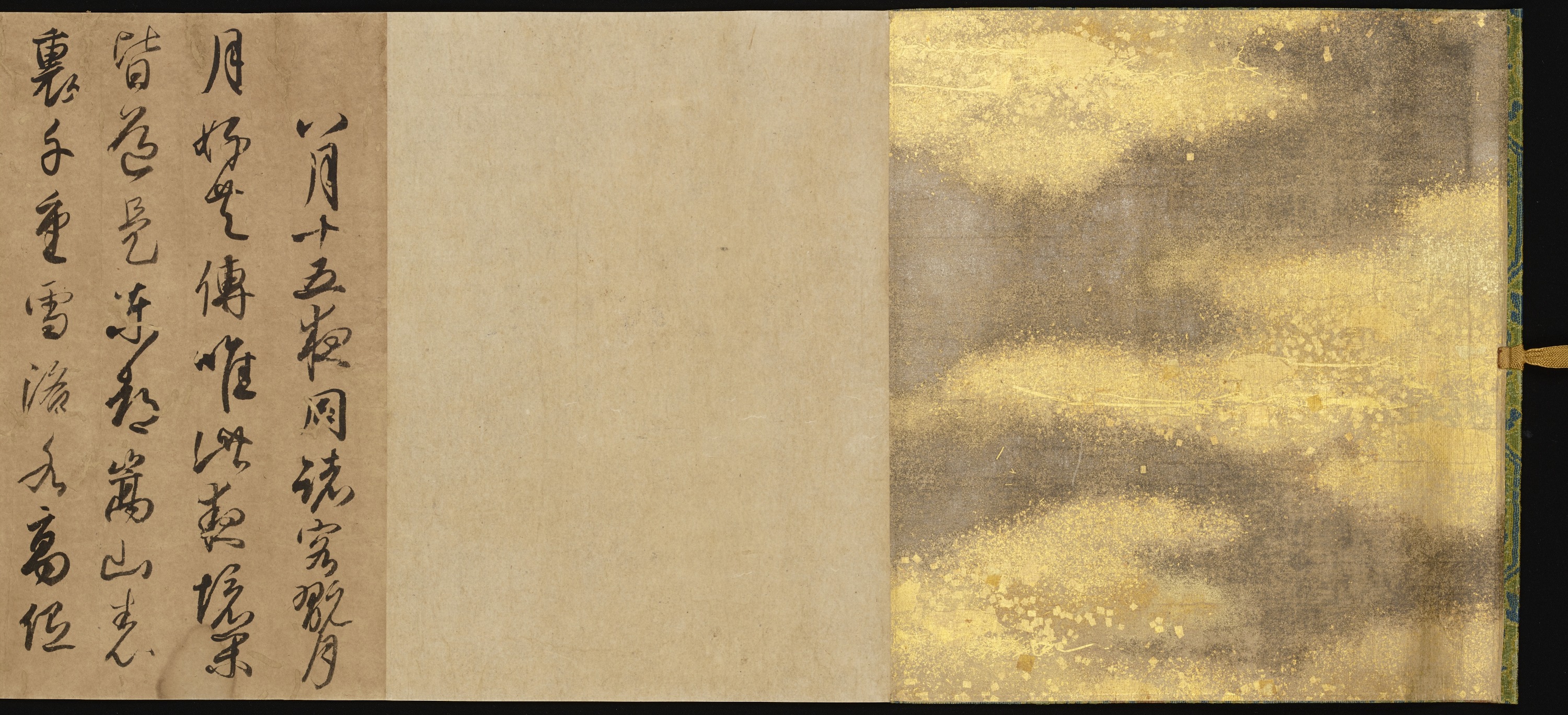
白氏詩巻 藤原行成筆（東京国立博物館所蔵）

白氏詩巻（はくししかん）は、藤原行成が『白氏文集』巻第65から8篇の漢詩を揮毫したものである。行成47歳（1018年）の時の筆跡であり、瀟洒で明るい書風で書かれていることが特徴である。

## 特色
唐の詩人・白居易の詩集『白氏文集』巻第65から8篇を書写したもので、「白楽天詩巻」とも言う。
恵美は「筆を少し傾けて書く側筆と呼ばれる筆法で、転折の部分はやわらかく曲がっており、やや軽快な印象を受ける筆致である」と評しており、これこそが中国風の書風に対する和様の書の特徴であると述べる。和様の書を大成した行成の代表作だが、行成は奥書に「経師の筆を借りて書いたため点画がなっておらず笑わないでほしい」と書いている。
料紙は茶、薄茶、薄紫、白茶等の色紙九枚継で、紙背の紙継ぎ目には伏見天皇の花押が捺印されている。

## 行成筆である根拠
奥書の後の跋文にて、行成の子孫にあたる藤原定信によって、「1140年10月22日に物売りの女から2巻を購入したこと」「購入した2巻は、小野道風筆『屏風土代』と『白氏詩巻』であったこと」が記されている。
財津は、世に藤原行成筆と伝えられる書は数多いが真跡と信じられるものは非常に少ないと述べているが、定信の識語がある『白氏詩巻』はその真跡として最も真を置くに足るものである、としている。